# Hårdkokt (litteratur)
Hårdkokt (engelska: hard-boiled) är ett begrepp som dels avser en litterär stil som framför allt förekommer inom deckargenren, dels en egen undergrupp av litterära verk inom samma genre. Begreppet kan även beskriva en litterär karaktär eller en författare. Ordet betyder tuff eller känslokall i svenskan.
Den hårdkokta skolan utvecklades inom amerikansk litteratur, med början hos deckarförfattare som Dashiell Hammett på 1920-talet och med senare efterföljare i bland andra Raymond Chandler och Ernest Hemingway. Stilen kännetecknas av osentimentala skildringar av brottslighet, våld och sexualitet, uttryckt med litoteser och kyliga kommentarer.
Begreppet är direktöversatt från amerikansk engelska och är belagt i svenska språket med betydelsen tuff och känslokall. Typiskt för hårdkokt litteratur är även att den består av korta meningar och att det är brist på känslor i handlingen.
Den hårdkokta deckargenren kan ses som en reaktion på eller motsats till pusseldeckaren. Till skillnad från den mjuka pusseldetektiven brukar den hårdkokta deckaren ta itu med mer realistiska problem som våld, korruption, social utsatthet eller personlig involvering i brott.
Inom filmkonsten kan film noir sägas vara en motsvarighet till hårdkokta litterära deckare. I många språk används även termen roman noir.